# Children of the Grave
«Children of the Grave» — пісня англійського гевіметал-гурту Black Sabbath з альбому Master of Reality 1971 року. Лірично композиція продовжує ті самі антивоєнні теми, які були присутні у «War Pigs» і «Electric Funeral» із попереднього альбому групи Paranoid. В серпні 1971 була випущена як сингл лейблом Vertigo.
Ця пісня була включена до багатьох збірок найкращих хітів і концертних альбомів Black Sabbath, а також Оззі Осборна під час його сольної кар’єри. Осборн також випустив цю пісню як бі-сайд синглу «Symptom of the Universe» (також пісня Black Sabbath).

## Треклист
1. «Children of the Grave» (Edit) – 3:47 [1]
2. «Solitude» - 3:45

## Спадщина
«Children of the Grave» багато хто вважає однією з найкращих пісень Black Sabbath. У 2020 році Kerrang поставив її на шосте місце у своєму списку «20 найкращих пісень Black Sabbath», а Louder Sound у 2021 поставив композицію на п’яте місце у списку «40 найкращих пісень Black Sabbath».
Пісня була включена в саундтрек ігор Guitar Hero: Warriors of Rock  та Brütal Legend.

## Учасники запису
- Оззі Осборн – вокал
- Тоні Айоммі – гітара, синтезатор
- Ґізер Батлер – бас-гітара
- Білл Ворд — ударні, перкусія

## Кавер-версії

### Версія White Zombie
Гурт White Zombie записав кавер-версію пісні «Children of the Grave» (з трохи зміненим текстом) для триб’ют-альбому Black Sabbath Nativity in Black. Пізніше вона була випущена як промосингл у 1994 році. Кавер не потрапив в чарти, але звучав на деяких рок-радіостанціях Америки.
| #  | Назва                          | Тривалість |
| -- | ------------------------------ | ---------- |
| 1. | «Children of the Grave»        | 5:47       |
| 2. | «Children of the Grave» (Edit) | 3:51       |

#### Учасники запису
White Zombie
- Роб Зомбі – вокал
- Джей Юнґер — гітара
- Шон Ісолт — бас
- Філ Б"юрстатте – ударні

Продюсування
- Браян Карлстром – продюсування
- White Zombie – продюсування
- Боб Чіаппарді – виконавчий продюсер
- Террі Дейт – міксинг

### Версія Nepal
Аргентинський треш-метал-гурт Nepal записав кавер-версію пісні для свого третього студійного альбому Manifiesto (1997).

### Версія Havok
Американський треш-метал-гурт Havok включив кавер на пісню у свій третій студійний альбом Unnatural Selection (2013).

### Версія Master
Американський дез-метал-гурт Master зробив кавер на пісню для свого дебютного альбому Master 1990 року, який також включає інструментальну частину «Embryo».

### Версія Jazz Sabbath
Англійське джазове тріо Jazz Sabbath випустило інструментальне джазове виконання цієї пісні у своєму однойменному дебютному альбомі 2020 року.

### Версія Racer X
Американський хевіметал-гурт Racer X записав кавер-версію пісні та видав її як бонус-трек у європейсько-японській версії альбому Technical Difficulties (1999).